# Besök på Sandvikens Jernverk
"Besök på Sandvikens Jernverk", med undertiteln "(i själva verket)", är en diktsvit av Sonja Åkesson från 1969. Den gavs ut första gången i Ljuva sextital 1970, och tillkom efter ett besök på Sandvikens Jernverk som Åkesson gjorde tillsammans med författarkollegan Stig Sjödin. Influenser från dennes diktsamling Sotfragment (1949) är tydliga i diktsviten. Åkesson vidgar dock perspektiven, och kontrasterar den manligt dominerande industrimiljön med ett tydligt kvinnligt diktjag.  
Dikten har beskrivits som en typisk postmodern politisk dikt med tidiga exempel på intersektionell analys. Litteraturvetaren Eva Lilja menar att diktsviten är Åkessons största försök till renodlat politisk dikt. 1971 tonsattes den tredje dikten i sviten, "Saga", av Gunnar Edander, och sjöngs in av Ulla Sjöblom på albumet Sånger om kvinnor. Peter Forsgren menar att "Saga" sannolikt är den bäst ihågkomna delen av dikten, på grund av musikinspelningen. Kristina Olls poängterar dock i sin översikt över svenska arbetarförfattare att Åkesson, trots diktsviter som "Besök på Sandvikens Jernverk", är relativt bortglömd som arbetarförfattare.  

## Tillkomst
1969 besökte Sonja Åkesson Sandvikens Jernverk tillsammans med författarkollegan Stig Sjödin, som själv hade arbetat på järnverket några årtionden dessförinnan (vilket han även skildrat i diktsamlingen Sotfragment från 1949). Dessutom deltog grafikern Olle Lindgren. Besöket ingick i projektet "Vår arbetsplats i ord och bild" som Arbetarnas bildningsförbund och Folkbildningsorganisationernas föreläsningsbyrå hade tagit initiativ till, och var ett försök med konst på arbetsplatser. Deras upplevelser och skildringar från vistelsen presenterades vid ett fackföreningsmöte. Diktsvitens undertitel, "(i själva verket)", syftar just på denna konkreta situation, som också återkommer i flera av dikterna. Sjödins diktsamling Sotfragment är en viktig utgångspunkt i Åkessons diktsvit, även om Åkesson problematiserar Sjödins manliga arbetarklassperspektiv, bland annat genom att diskutera relationen mellan klass, genus och arbete. Även Sjödin skrev dikt efter besöket på jernverket, dikten "Bruket".
Åkesson återbrukar i "Besök på Sandvikens Jernverk" litterära referenser på ett sätt som var vanligt såväl i hennes eget författarskap som i 60-talslitteraturen. Den arbetarlitterära tradition som hon skriver in sig i med dikten motsvarar den tidigare dikten "Kvällspromenad" från hennes diktsamling Glasveranda från 1959. I "Kvällspromenad" går Åkesson i dialog med Ragnar Thoursie och i synnerhet dikten "Sundbybergs-prologen" ur Nya sidor och dagsljus (1952), på ett motsvarande sätt som hon gör med Sjödin och Sotfragment i "Besök på Sandvikens Jernverk".

## Utgivning
Diktsviten gavs ut första gången i Ljuva sextital 1970. Den ingick även i Vara Vit Mans slav som gavs ut 2006 på Norstedts förlag i urval av Jenny Tunedal.

## Diktsvitens innehåll
Totalt består diktsviten av tolv sidor i den tryckta boken. Diktsviten är på flera vis unik i Sonja Åkessons författarskap, inte minst genom dess fokus på kvinnliga industriarbetare. Amelie Björck menar i sin bok om Sonja Åkesson att diktsviten är en ganska typisk postmodern politisk dikt, som ger många perspektiv på diktjaget och utrymme för många röster (polyfoni). Genom att kombinera klass- och genusanalys är den ett tidigt exempel på intersektionell analys, och tematiserar intervjuarens maktposition och subjektivitet. Diktsvitens tredje dikt, "Saga", är ett av få tillfällen då Sonja Åkesson skildrar kvinnliga arbetare, snarare än kvinnor inom lägre tjänsteyrken eller hemmafruar.
Diktsviten består av sex dikter, som när de trycktes i Ljuva sextital angavs inom parentes och i kursiverad stil:
1. – saknar titel
2. Historia, spegelvänd
3. Saga
4. Lunchsamtal på tjänstemannamässen
5. På facksidan
6. Intervju med arbetare

### Första dikten
Den första dikten är den längsta och mest komplexa, samtidigt som den saknar titel. Åkesson ser här både sig själv och sin uppgift från ett utifrånperspektiv. I de två första versraderna läser diktjaget lokaltidningen, som förmedlar att Sonja Åkesson är på besök i järnverket. Eftersom det inte är det verkliga diktjagets ord skapas en främmandegörande effekt, där diktjagets egen upplevelse filtreras genom en annan, okänd röst. Ett av diktsvitens centrala teman är kontrasten mellan den manligt dominerade industrimiljön och det kvinnliga diktjaget, liksom de röster och hållningar som hon möter där.
De fyra avslutande versraderna i den första strofen återges inom parentes. Texten inom parentes skildrar diktjagets position, att järnverkets PR-avdelning sponsrar hennes besök, och att det ingår taxi och en festlunch. Eftersom diktjaget får både taxi och festlunch skapas en distans till arbetarna på fabriksgolvet. Det i sin tur bidrar till en annan tematik som är återkommande både i diktsviten liksom i Åkessons författarskap i övrigt, nämligen språk- och ideologikritik och skildringar av samhällets indoktrinering.
I versraderna som följer skiftar dock perspektivet, och i diktens sjunde och åttonde strof börjar fabrikens tillverkningsprocesser beskrivas. Diktjaget gör flera imponerade utrop och ställer en rad naiva frågor, vilket visar på diktjagets utanförperspektiv och att hon saknar erfarenhet av egentligt fabriksarbete. På så vis bakas återigen konflikten mellan den manliga industrin och den kvinnliga rösten in i dikten, och i den nionde strofen liknas den industriella tillverkningen vid en hårdhänt förlossningsprocess.
I den tionde strofen byts diktjaget ut mot ett vi. Nu är det alla människoliv som jämförs med industri- och förlossningsprocessen, människorna i allmänhet är hjälplösa och pressas, pluggas och valsas. Här knyter Åkesson också an till grottekvarnsmotivet, från Viktor Rydbergs "Den nya Grottesången", något som återkommer i diktsviten. Amelie Björck skriver i Sonja Åkesson att Åkessons antikapitalistiska perspektiv liknar Rydbergs. I den elfte strofen byts viet ut mot "Du", en rad olika "du" som aldrig har fått förverkliga sina drömmar eftersom de sugits in i den industriella grottekvarnen. I den senare hälften av dikten inleds en kritisk dialog mellan diktjaget och jernverkets maskiner. Här växlar diktjagets syn på maskinerna mellan förlöjligande ("stockdumma", "korkade", "dumdumma") och rädsla (jag tror du står och lurar på mej!). Diktjaget börjar också i allt högre grad växla mellan att skildra maskinerna som grottekvarnar som slukar människor, och livlösa, hjälplösa kuggar i större processer.

### Andra dikten
I den andra dikten, en prosadikt som i sviten har rubriken ”(historia, spegelvänd, på väg till middag på bruksmässen)", varieras kvinnoperspektivet, något som ytterligare förstärks i den tredje dikten. Åkesson använder sig av en sorts könsbytesmetod, där kvinnor besitter typiskt manliga positioner. Denna metod kom att bli vanlig inom sjuttiotalsfeminismen, med bland annat Gerd Brantenbergs Egalias döttrar. I dikten skildras en dialog mellan en kvinnlig taxichaufför (i dikten återgiven som "taxichaufössan") och en passagerare, som benämns som "passagererskan-ombudskvinnan". Taxiresan återkopplar till den första dikten, där det framgår att det ingår taxiresa och festlunch för Sonja Åkesson vid dennes besök vid järnverket. Genomgående i den korta prosadikten skildras passagererskans privilegierade position.

### Tredje dikten
Tredje dikten bär den ironiska titeln "(saga)", och handlar om en kvinnlig industriarbetare som försöker få ihop sin vardag. Dikten tematiserar det hårda slitsamma arbetet och den fåfänga verklighetsflykten, vilket i dikten skildras genom att diktjaget – en arbetande mamma – sitter i sin travers och läser Kalle Anka. På sextiotalet var Kalle Anka enligt Peter Forsgren en symbol för kapitalistisk indoktrinering och masskonsumtionssamhället.

Genom att sätta en kvinnlig industriarbetare i fokus varieras kvinnoperspektivet ytterligare. Även i Sonja Åkessons författarskap är dikten unik, eftersom Åkesson oftast skildrade traditionella kvinnoroller, som exempelvis kvinnor inom lägre tjänsteyrken eller hemmafruar, medan det här är en kvinnlig industriarbetare som skildras. I dikten löses också gränserna upp mellan det manliga och det kvinnliga, fabriken och hemmet. Diktjaget i fokus är en yrkesverksam, ensamstående mor. I den sista strofen skildrar diktjaget bristen på alternativ, och att det inte går att undfly "grottekvarnen", den metaforik som Åkesson introducerade i den första dikten:
Fy, tänkte lilla mamman, man ligger illa till!
Men var i Jesse namn skall man ta vägen?
Därefter vidgar diktjaget frågan, och sätter in sig själv och sin egen situation i en större samhällelig kontext. Diktens slut skildrar på ett sätt som var typiskt för sextiotalets arbetarlitteratur det man såg som baksidan av den svenska välfärdsstaten, och hur det bakom de höga idealen gömde sig en bistrare verklighet, i synnerhet för kvinnor i arbetarklassen.

### Fjärde dikten
De tre sista dikterna i sviten är samtliga olika former av intervjudikter som både Björck och Forsgren menar närmar sig reportagegenren. Den fjärde dikten, som är den första av dessa tre, och som har titeln "(lunchsamtal på tjänstemannamässen)", utspelar sig inte på fabriksgolvet utan på en miljö utanför fabriksgolvet. Här märks inte diktjaget av direkt, utan bara indirekt genom tjänstemännens svar. Männens dialog skildrar hur de är medvetna om sin position och makt. I dikten använder sig Åkesson av en sorts avslöjarteknik som hon tidigare använt i exempelvis diktsamlingen Pris från 1968, och som även används i den andra dikten i den här sviten. Genom att låta tjänstemännen tala helt ostört i den här dikten, utan ett märkbart diktjag, kan de avslöja sina privilegier och fördomar. Dikten tematiserar samhällets avgränsningar, såväl genusbaserade som klassrelaterade eller kulturella. Kvinnor lämpar sig inte för fabriksarbete, och arbetarklassen bör nöja sig med Åsa-Nisse medan tjänstemän och borgare bör investera i finkultur såsom "God Konst".

### Femte dikten
I den femte dikten, som har titeln "(på facksidan)", är språket intimare. Diktjaget försöker i dikten närma sig den intervjuade mannen. Den första versraden lyder "Vi talar inte samma språk.", och i diktens tre första strofer skildras den stora skillnaden som finns mellan henne som kvinnligt diktjag, intervjuare och författare, och han som manlig industriarbetare. Den fjärde strofen avslutas med exklamationen:
Asch, jag kan inte ens fråga
på ditt språk!
Därefter sker dock en vändning, och den kvinnliga författaren konstaterar att det är "tur att det finns ett annat språk", en versrad som även återanvänds i den följande strofen och då följt med ett kolon som för att exemplifiera vilket språk som man kan kommunicera på, vilket tycks vara ett mer privat språk, där man samtalar om familjen, privatlivet, livet utanför fabriken. I de efterföljande stroferna sker hela tiden ett närmande och ett distanserande, ett slags trevande försök att hitta en gemensam grund att stå på, vilket ibland men inte alltid lyckas. Både diktjaget och mannen intar på så vis en form av klassmässig mellanposition, något som exempelvis Stig Sjödin beskriver som problematiskt och tragiskt i Sotfragment. Här gör i stället Åkesson det till diktens huvudperspektiv.

### Sjätte dikten
Den sjätte och avslutande dikten har titeln "(intervju med arbetare)". Här är diktjaget mycket påtagligt, och många av stroferna inleds med att det intervjuade objektet upprepar diktjagets kursiverade frågor. Diktjaget försöker genom frågorna få arbetaren att uttrycka en vilja till förändring, men den manliga arbetarens svar tyder dock på att han känner sig bunden till fabriken, såväl mentalt som materiellt. På så vis tematiseras återigen grottekvarnsmotivet.

## Eftermäle
Ebba Witt-Brattström skriver i Stå i bredd: 70-talets kvinnor, män och litteratur att diktsviten är en sorts "versifierat arbetsplatsreportage", tillkommen i en tid då hemmafruar började ta sig ut på arbetsmarknaden, och upptäckte att arbetsvillkoren där inte var så mycket bättre än i hemmen.
Peter Forsgren menar i sin studie att den tredje dikten, "(saga)", är den mest kända och ihågkomna från diktsviten, i synnerhet med tanke på att den tonsattes och blev till låten "Den ensamma mamman i traversen" som gavs ut på albumet Sånger om kvinnor från 1971. Dikten tonsattes av Gunnar Edander och framfördes av Ulla Sjöblom. Den publicerades även i Sångbok för kvinnor (1973). De dikter av Åkesson som tonsattes lästes och sjöngs återkommande på kvinnorörelsemötena, vilket bidrog till att hon, enligt Birgitta Ahlmo-Nilsson, blev en inspiratör till den nya kvinnorörelsen. Genom sin lyrik och sin inspiration till kvinnorörelsen nådde hon, enligt Ahlmo-Nilsson, ut till en publik som annars inte lyssnade på eller läste lyrik, och däri inspirerade hon bland annat Kristina Lugn, som enligt Ahlmo-Nilsson fortsatte i Åkessons tradition.
Litteraturvetaren Eva Lilja skriver i Den dubbla tungan att "Besök på Sandvikens Jernverk" är Åkessons största försök till renodlat politisk dikt, hos en författare som annars vanligtvis ägnar sig åt satirisk diktning. Kristina Olls och Invar Wahlén menar i sin översikt över svenska arbetarförfattare under 1900-talet från 1989 att Åkesson, trots dikter som "Besök på Sandvikens Jernverk", aldrig blivit riktigt erkänd som arbetarförfattare, utan främst är hågkommen för sin poesi.